# Aliança Patriòtica per al Canvi
L'Aliança Patriòtica per al Canvi (APC) (del castellà: Alianza Patriótica para el Cambio) fou una coalició política d'esquerres del Paraguai, sobretot de partits socialistes i socialdemòcrates, activa entre 2007 i 2010.

## Història
L'acord de constitució de l'APC es firmà el dimarts 18 de setembre de 2007 en un solemne acte realitzat a la Casa del Poble, local del Partit Revolucionari Febrerista en consideració de què a l'esmentada seu va ser creada un antic pacte opositor denominat Acord Nacional, a mitjans de l'any 1978 compost pel Partit Revolucionari Febrerista, el Partit Liberal Radical Autèntic, el Partit Demòcrata Cristià i el Moviment Popular Colorado (MOPOCO, "colorados" dissidents). Poc després el Partit Liberal Radical Autèntic abandonà la coalició.
Per a les eleccions generals del 20 d'abril del 2008, l'APC postulà la candidatura de Fernando Lugo com a president i Federico Franco com a vicepresident, utilitzant la llista núm. 6 i el color blanc. Aquest tàndem guanyà les eleccions amb un 41% dels vots, acabant així amb els 61 anys d'hegemonia del Partit Colorado. L'any 2009, l'APC es consolidà com una coalició de partits socialistes i socialdemòcrates, i per a les eleccions municipals de 2010, l'APC realitzà una aliança amb l'Espai Unitari - Congrés Popular, anomenada Front Guasú, per a dissoldre's finalment a la nova coalició.

## Integrants de l'APC
- Partit Liberal Radical Autèntic (als inicis)
- Partit Revolucionari Febrerista
- Partit Demòcrata Cristià
- Partit País Solidari
- Partit Front Ampli
- Partit Encontre Nacional
- Partit Demòcrata Progressista
- Partit del Moviment al Socialisme
- Bloc Social i Popular
- Moviment Resistència Ciutadana Nacional
- Moviment Força Republicana

## Joventut Patriòtica per al Canvi
La Joventut Patriòtica per al Canvi (JPC) (del castellà: Juventud Patriótica para el Cambio) fou l'òrgan juvenil de l'APC que uní a les joventuts de tots els partits i moviments afins. La JPC tingué una vital importància, ja que un gran percentatge de votants foren joves. Al mateix temps, fou integrada a la taula de President de l'equip polític del govern electe en transició, amb veu i vot en representació de la JPC.